# 千田貞季
千田 貞季（せんだ さだすえ 1892年（明治25年）12月16日 - 1945年（昭和20年）3月8日）は、大日本帝国陸軍の軍人。栄典は従四位勲二等功四級。士候26期。  
歩兵戦の神という異名を持つ。後に硫黄島の戦いで千田と運命を共にする事となる栗林忠道陸軍大将とは同期であった。戦死後の1945年3月17日に陸軍中将に昇進。

## 略歴
旧姓は高山、鹿児島県、現在の鹿児島市出身。1906年に東京府立一中入学。同期に植村甲午郎がいた。府立一中を中退後の1912年4月1日、陸軍士官学校入校、同校26期卒業。同期に栗林忠道ら。
1938年、朝鮮軍第19師団麾下の守備隊として沙草峰付近にて張鼓峰事件に参戦。1940年5月29日、関東軍第5軍第11師団第1歩兵団歩兵第44連隊連隊長。1943年2月5日から1944年11月27日まで仙台陸軍幼年学校長。陸軍大学校を経ていない“無天組”ながら少将に昇進した屈指の歩兵の専門家と云われた。

### 硫黄島の猛将
太平洋戦争(大東亜戦争)末期、栗林忠道による前任者・大須賀応少将の解任に伴い、栗林の求めに応じた大本営により12月に小笠原兵団第109師団の中核・混成第2旅団長に補任、硫黄島に赴く。「硫黄島に死にに来た」と語っていたように、「いさぎよく散ることこそ武士道の道」と言った人物であった。民間人から老年者までの寄せ集め部隊である混成第2旅団をもって複郭・洞窟陣地を構築した。硫黄島では戦車へ突進することを主任務とする「突撃中隊」を生み出し、その育成にあたった。混成第二旅団の南地区部隊は、米軍の硫黄島上陸部隊の矢面にたち、その激戦は米兵に血の河を流れさせる死闘を演じた。千田の籠もる玉名山など元山飛行場側正面周辺にては米軍の猛攻に耐え、3月2日から8日間で主に米海兵隊第4海兵師団（師団長：クリフトン・ケーツ海兵少将）に2880人余りの死者を与え、米海兵隊も“肉挽き器（ミートグラインダー）”と呼ばれた玉名山迂回にて作戦を続行せざるを得なかった。米海兵隊の大海の中で玉名山だけが残された。

### 最期
米海兵隊上陸の17日後、敵の包囲下に置かれた千田は壕に閉じ込められ、容易に火焔放射の的になる危険な状態になった。栗林により再三に渡って玉砕を禁じる命令が出されていて千田も忠実に守っていたが、重傷者の山で限界にきていた部隊の斬込隊長として玉砕攻撃の許可を求めた。だが栗林の強い反対により認められず、代わりに兵団司令部への合流を命じられた。千田は427名の兵士を率いて北進し兵団司令部へと向かったが、到着直前に米軍の攻撃を受け壊滅した。
命運尽きた千田は3月7日、兵団司令部まで僅か300mの温泉浜付近の壕内にて堀静一大佐、中迫撃第三大隊小林孝一郎少佐らと自決した。享年52。この壕内は千田狭間と呼ばれている。
2人の部下からの報告で千田の死を知った栗林は、兵団の総攻撃を決意した。
その後、玉名山の重傷者も含めた残存兵は以後も戦闘にて米兵に800人余りの死者を出すゲリラ戦を演じた。実に米軍は玉名山及びその周辺の戦いにより硫黄島の戦いにおける米軍死者だけを見てもその半数以上（6821名中3600名近く）を出したことになる。その後4月19日、米軍に壕を発見され、火炎放射器の攻撃により200名中150名近くが一挙に焼き殺されたという。

## 年譜
- 1914年（大正3年）
  - 5月28日 - 陸軍士官学校卒業（第26期）
  - 12月25日 - 陸軍歩兵少尉
- 1924年（大正13年）3月15日 - 歩兵少佐
- 1934年（昭和9年）8月1日 - 歩兵第47連隊附・大分県師範学校服務[4]
- 1939年（昭和14年）8月1日 - 陸軍歩兵大佐・仙台陸軍幼年学校訓育部長
- 1940年（昭和15年）5月29日 - 歩兵第44連隊長
- 1943年（昭和18年）2月15日 - 仙台陸軍幼年学校長（～昭和19年11月27日）
- 1944年（昭和19年）
  - 3月1日 - 陸軍少将
  - 12月16日 - 混成第2旅団長
- 1945年（昭和20年）3月8日 - 硫黄島で戦死・陸軍中将進級

## 栄典
- 勲二等旭日重光章
- 功四級金鵄勲章

## 家族・親族
- 父は陸軍少将の千田貞幹。またビアク島で玉砕した海軍第28特別根拠地隊司令官・千田貞敏海軍中将は実兄。